# 希亞豐加縣

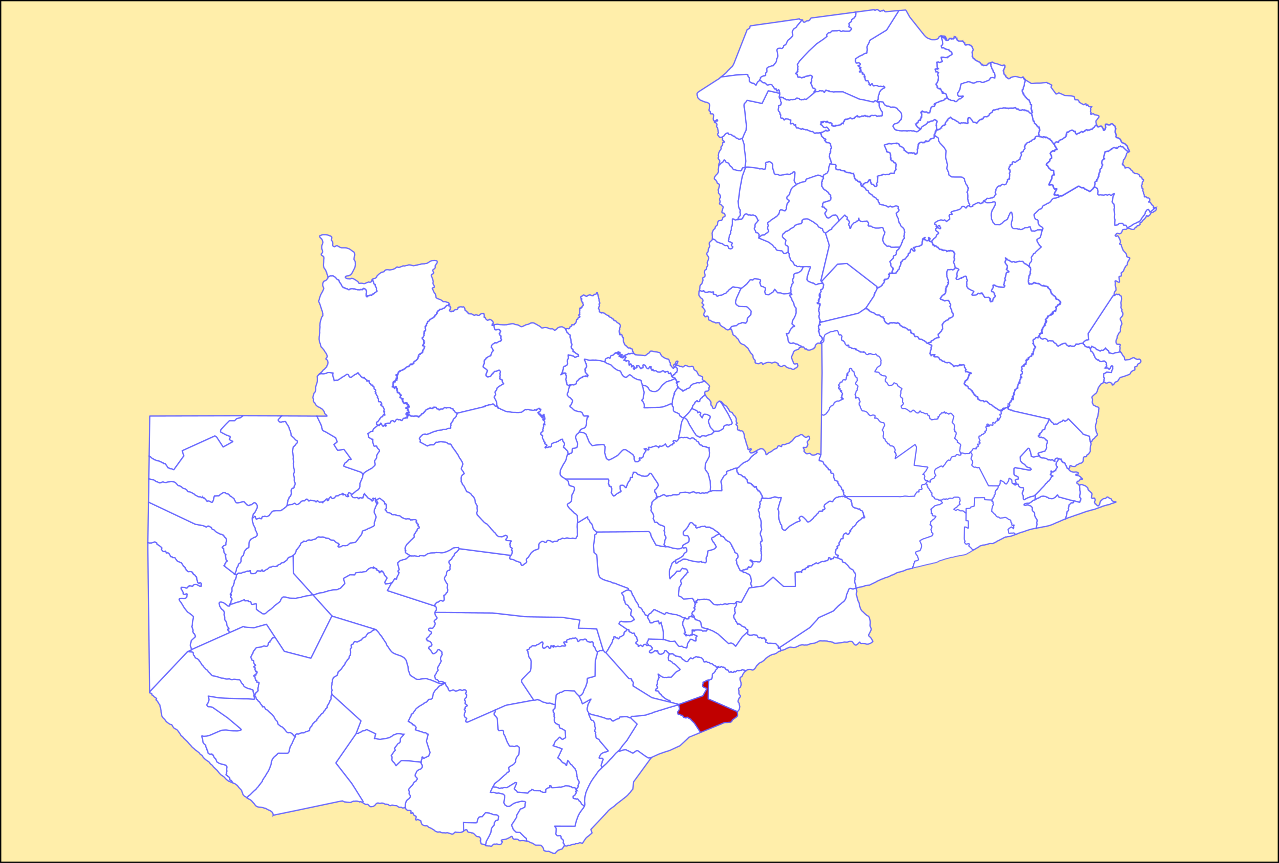

16°27′S 28°28′E / 16.450°S 28.467°E
希亞豐加縣（英語：Siavonga District），是贊比亞的縣份，位於該國南部，由南部省負責管轄，首府設於希亞豐加，面積3,871平方公里，2010年人口90,213，人口密度每平方公里23.3人。